# I cosacchi
I cosacchi (bra Os Cossacos) é um filme ítalo-franco-estadunidense-iugoslavo de 1960, dos géneros aventura e romance, dirigido por Victor Tourjansky e Giorgio Rivalta,  roteirizado por  Viktor Tourjansky, Ugo Liberatore, Federico Zardi e Damiano Damiani, música de Giovanni Fusco.

## Sinopse
Rússia, meados do século 19, para garantir a boa vontade de um armísticio, filho de líder cossaco, é levado e educado como  russo. Já adulto, salva de um atentado o Czar de todas as Rússias, causando indignação a seu pai, que inicia nova revolta.

## Elenco
- Edmund Purdom  ……. xeque Shamil
- John Drew Barrymore ……. Giamal
- Giorgia Moll …….  Tatiana
- Pierre Brice …….  Boris
- Elena Zareschi …….  Fátima
- Erno Crisa …….  Casi
- Massimo Girotti …….  czar Alexandre 2.º
- Maria Grazia Spina …….  Alina
- Mario Pisu …….  Voronzov
- Laura Carli …….  srta. Ferguson
- Robert Hundar